# Duchesnea chrysantha
Duchesnea chrysantha (лат.) — вид травянистых растений рода Дюшенея (Duchesnea) семейства Розовые (Rosaceae).

## Ботаническое описание

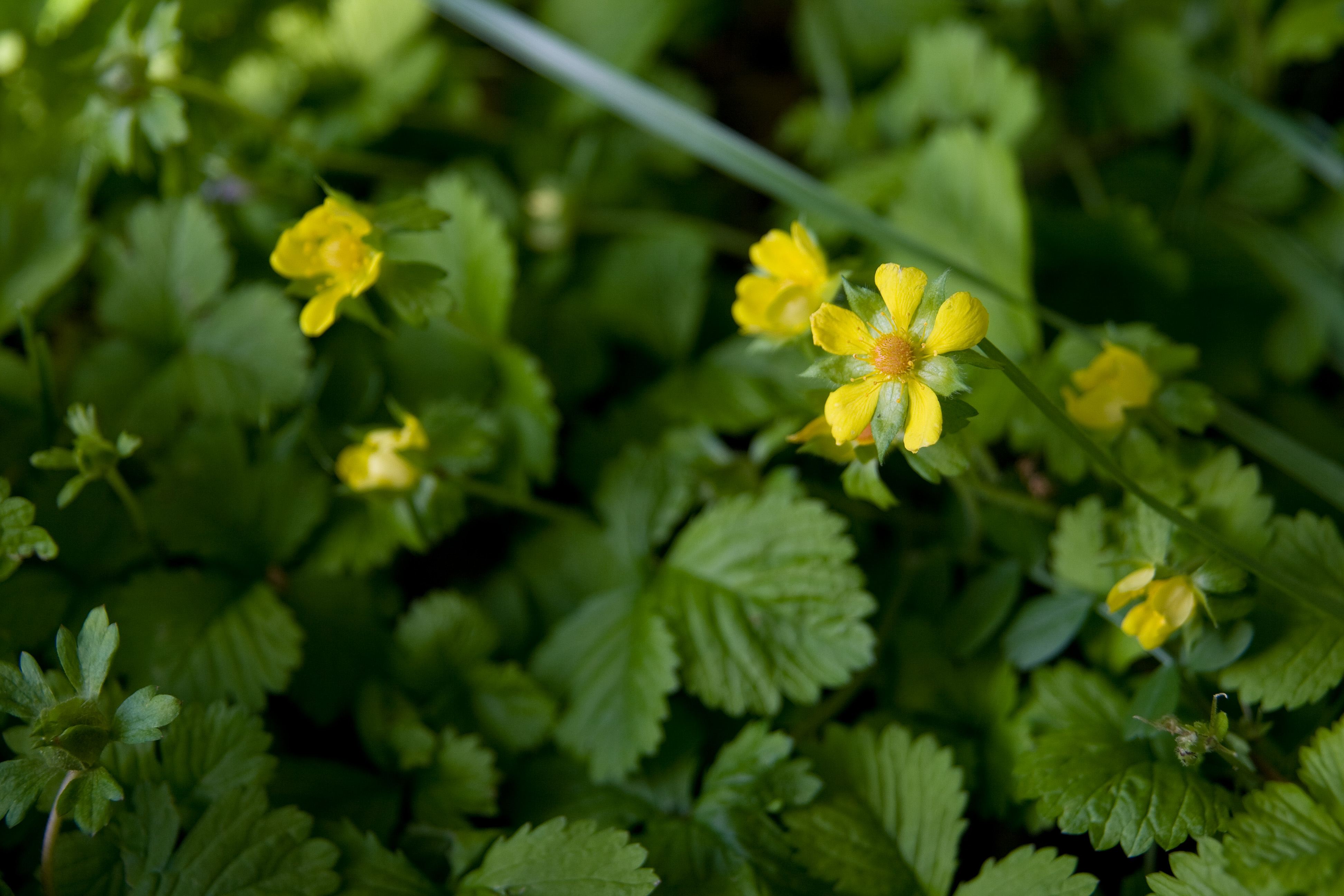
Цветки

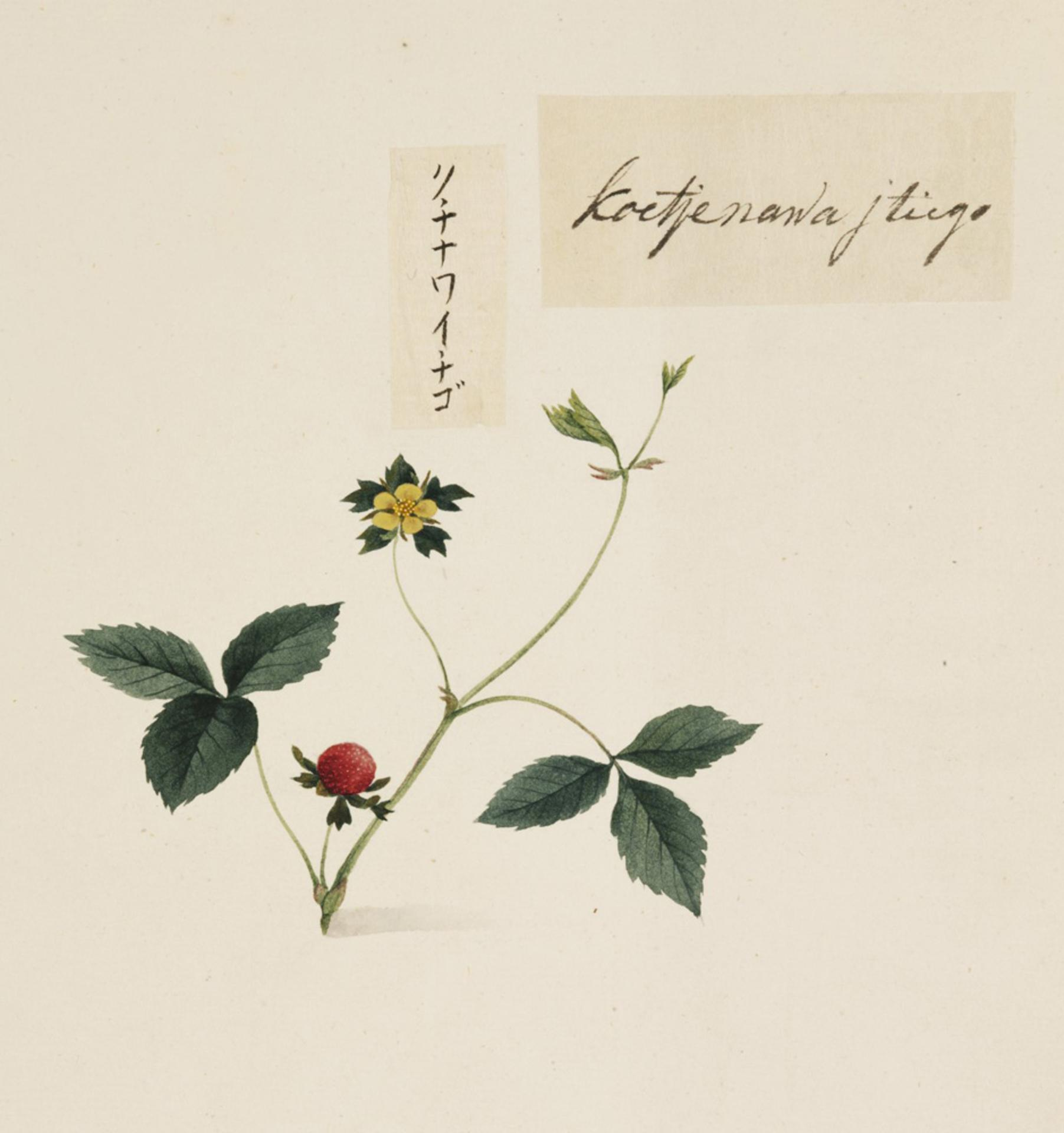
Ботаническая иллюстрация

Многолетнее травянистое растение. Корень мочковатый. Стебель ползучий (столоны), длинный (до 1 м длиной), тонкий, облиственный, укореняющийся в узлах, опушен оттопыренными волосками 1—2 мм длиной.
Листья тройчатые, листочки овальные или овально-округлые, 2—3,5 см длиной, 1—3 см шириной; края листовой пластинки зубчатые, зубцы 2—4 мм длиной, 1,5—3 мм шириной в верхней части закругленные, с коротким «носиком»; иногда зубцы двойные; верхняя поверхность листовой пластинки зелёная, с редкими прижатыми волосками по всей поверхности; нижняя поверхность листовой пластинки светло-зелёная, с оттопыренными волосками по жилкам. Прилистники узкоовальные или ланцетные, опушенные отстоящими волосками.
Чашечка с узкоовальными сегментами 5—8 мм длиной. Прицветники немного длиннее сегментов чашечки. Лепестки желтые, 5—10 мм длиной. Плоды шарообразные, 10—15 мм в диаметре, красные. Семена мелкие, 1—1,5 мм длиной.
Цветение в мае — июле, плодоношение в июне — сентябре.
Число хромосом 2n = 14.

## Распространение
Произрастает на опушках лесов в низкогорьях и на открытых (безлесных) пологих склонах. Встречается в России (на юге Приморского края), Японии, Корее, Китае, Индии, Малайзии.